# Émile Cotton
Pour les articles homonymes, voir Cotton.
Émile Clément Cotton (5 février 1872 — 14 mars 1950) est professeur de mécanique rationnelle et appliquée à la Faculté des Sciences de Grenoble. 

## Biographie
Émile Cotton est le frère cadet d'Aimé Cotton. Il est élève de l’École nationale supérieure de 1892 à 1895, année de son agrégation des sciences mathématiques,. Il poursuit avec une thèse de doctorat, soutenue en 1899 à l'Université de Paris, qui porte sur la géométrie différentielle en trois dimensions, avec l'introduction de l'éponyme tenseur de Cotton. 
Il est professeur au lycée de Toulouse d'août 1897 au 31 décembre 1900. Il est ensuite maître de conférences de mathématiques à la Faculté des Sciences de Grenoble. Il devient professeur titulaire en 1904 et occupe le poste jusqu'à sa retraite en 1942,.   

## Prix et distinctions

### Académie
Émile Cotton est correspondant de l'Institut. À l'Académie des sciences Émile Cotton est élu : 
- correspondant le 2 février 1931 (section de géométrie),
- membre non résidant le 8 novembre 1943[4].

Il reçoit le Grand prix des Sciences Mathématiques ainsi que le Prix Lasserre.

### Décorations
- Officier de la Légion d'honneur (12 février 1949)[2]
- Officier de l'Instruction publique